# Манастир Трнава
Манастир Трнава, по предању, подигнут је у 13. веку у доба Немањића. Као ктитор помиње се Стефан Урош I, краљ српски. У селу Трнава налази се истоимени храм, на врелу реке Трнаве и обронцима планине Jелица. Mанастир је посвећен Благовештењу. У средњем веку, стари манастир на чијим темељима је изграђен овај храм основали су Немањићи. 1554. године извршена је обнова храма.
Новија обнова извршена је 1837. године, да би се конзервацијом храма открили фрагменти живописа.
Историјски гледано овај храм је изузетно значајан јер је у њему подигнута 1814. године чувена Хаџи-Проданова буна у којој су активно учествовали и монаси.